# Nationalpark Khao Khitchakut
Der Nationalpark Khao Khitchakut (Thai อุทยานแห่งชาติเขาคิชฌกูฏ) ist ein Nationalpark im Landkreis (Amphoe) Khao Khitchakut der Provinz Chanthaburi im östlichen Teil von Zentralthailand.

## Geographie
Der Nationalpark Khao Khitchakut beginnt in der Nähe der Ortschaft Makham etwa 15 Kilometer nördlich der Provinzhauptstadt Chanthaburi. Er wurde am 4. Mai 1977 zum Nationalpark erklärt.
Der bergige Park umfasst rund 59 km² und ist damit einer der kleinsten Nationalparks Thailands. Der höchste Berg ist 1.085 Meter hoch. Der Park ist eine wichtige Wasserscheide für die Provinz Chanthaburi. Der Wald liegt auf dem Gebiet von fünf Landkreisen, aber nur ein kleiner Teil davon ist als Nationalpark ausgewiesen.
Da der Park in der Nähe des Khao Soi Dao Wildlife Sanctuary liegt, findet man hier zahlreiche Tierarten, wie Elefanten und zahlreiche Vogelarten. Das Klima ist ganzjährig vergleichsweise kühl. Für Touristen sind die Monate November bis Januar am besten geeignet.

## Sehenswürdigkeiten
- Krathing-Wasserfall (น้ำตกกระทิง) – Die Fälle liegen in der Nähe der Parkverwaltung und sind auf mehreren Wegen zu erreichen. Das Wasser ergießt sich über dreizehn Stufen hinab.
- Chang-Se Wasserfall (น้ำตกคลองช้างเซ) – Dieser Wasserfall ist 12,5 Kilometer von der Parkverwaltung entfernt. Es ist ein hoher-Wasserfall, der ganzjährig Wasser führt. In der Nähe gibt es eine Campingmöglichkeit, von der auch geführte Touren zu einem Naturlehrpfad angeboten werden.
- Khao Khitchakut (auch: Yot Phrabat – Berg des heiligen Fußabdrucks, ยอดเขาพระบาท) – Der Berg ist rund 16,5 Kilometer von der Parkverwaltung entfernt. Der Weg auf den Gipfel beträgt dann nochmals 6,5 Kilometer. Von Februar bis März wandern jedes Jahr tausende Pilger zum Gipfel, da dort die Fußabdrücke des Buddha zu finden sein sollen. Am Gipfel gibt es einige interessante Felsformationen, zum Beispiel in Form einer Pagode, eines Elefanten oder einer riesigen Schildkröte. Von hier aus hat man auch eine gute Aussicht auf den Golf von Thailand. Am Berg befindet sich eine Höhle, Tham Ruesi (Einsiedler-Höhle, ถ้ำฤษี) genannt, die nach einer Wanderung von etwa zwei Stunden auf einem ausgeschilderten Weg zu erreichen ist. Nahe der Höhle liegt die Quelle Bo Ya (Medizin-Quelle): am Boden der Quelle zeigt sich eine gelbe Färbung und man sagt, dass sie verschiedene Krankheiten heilen kann.
- Wald-Pfade – Es gibt zahlreiche Wanderpfade im Wald. Für weitere Informationen muss man bei der Nationalparkverwaltung anfragen, da die meisten Pfade nur mit einem Führer besucht werden dürfen.